# Fort Wayne, Indiana
Fort Wayne este o municipalitate de ordin întâi, un oraș și sediul comitatului Allen, statul Indiana, Statele Unite ale Americii.

## Personalități născute aici
- James Clapper (n. 1941), ofițer de aviație
- DaMarcus Beasley (n. 1982), fotbalist.